# 장항중앙초등학교
장항중앙초등학교는 대한민국 충청남도 서천군에 있는 공립 초등학교이다.

## 학교 연혁
- 1943년 5월 10일 장항옥남공립국민학교 개교
- 1946년 9월 1일 교명을 장항제2국민학교로 개칭
- 1956년 1월 7일 교명을 장항중앙국민학교로 개칭
- 1996년 3월 1일 장항중앙초등학교로 개칭

## 학교 동문
제72회 졸업생 32명

## 참고 자료
- 장항중앙초등학교 - 한국교육학술정보원 학교알리미